# Iglesia de San Simón Estilita
La Iglesia de san Simón Estilita, conocida también como Qal’at Sim’an (fortaleza de Simón, en idioma árabe) es una iglesia cristiana del siglo V situada cerca de Alepo, Siria.
La iglesia, un grandioso martyrium cruciforme, que en realidad comprende varios edificios de estructura muy compleja, fue erigida en honor de san Simón Estilita, uno de los santos anacoretas conocidos como los Padres del desierto. 
Su importancia radica en el hecho de tratarse de uno de los edificios medievales más originales y antiguos, cuyas soluciones arquitectónicas son claro precedente de algunos aspectos del arte bizantino o el Románico. El complejo está declarado Patrimonio de la Humanidad desde 2011, dentro de conjunto denominado "Aldeas antiguas del norte de Siria".

## Historia
Simón (llamado también Simeón) el Estilita fue uno de los anacoretas cristianos más famosos y venerados. Nació hacia el año 390 en Cilicia, y desde muy joven mostró inclinación por la vida eremítica, que le impulsó a vivir apartado de la sociedad en busca de la penitencia y la iluminación. Sin embargo, su fama y los milagros que se le atribuían en vida, frustraron repetidamente sus intentos de aislamiento, pues eran verdaderas multitudes las que le buscaban en busca de su consejo y ayuda. 
Decidido a continuar con el modo de vida que había elegido, Simón mandó erigir una columna en cuya cima podría encontrar la soledad que ansiaba y practicar la mortificación. Se dice que primeramente la columna era de 3 metros de altura, pero tuvo que sustituirse por otra que alcanzaba los 15. En el reducido espacio de la columna, expuesto a los elementos, pasó el santo los últimos 37 años de su vida, sin descender ni siquiera en caso de enfermedad. Su fama era tan grande que incluso el emperador Teodosio buscaba su asesoramiento y consejo.

## El complejo

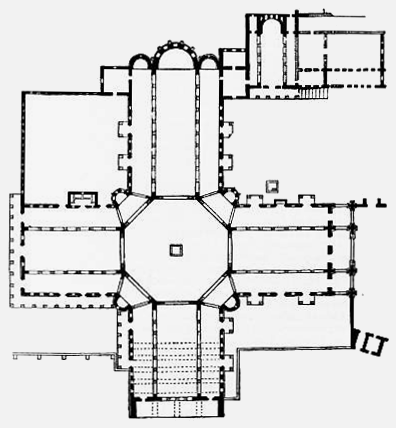
Planta de la iglesia original con octógono de ocho arcos que rodea centralmente la columna de San Simeón. Los cuatro brazos son basílicas completas.

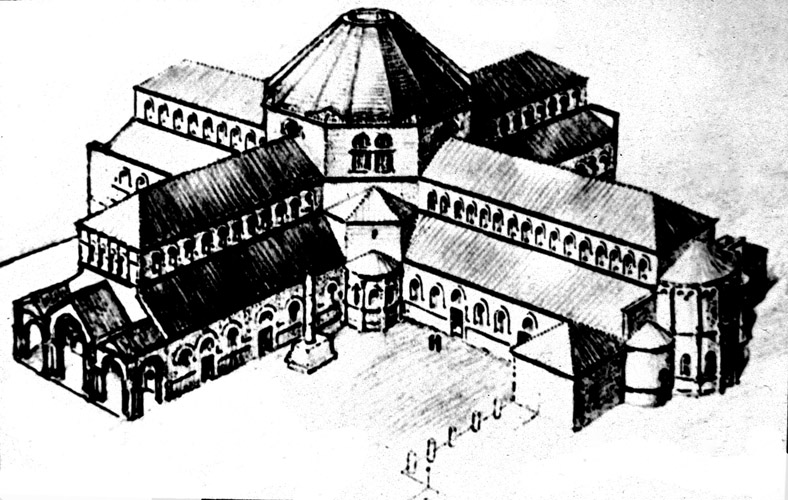
Posible reconstrucción de la iglesia en c. 470.

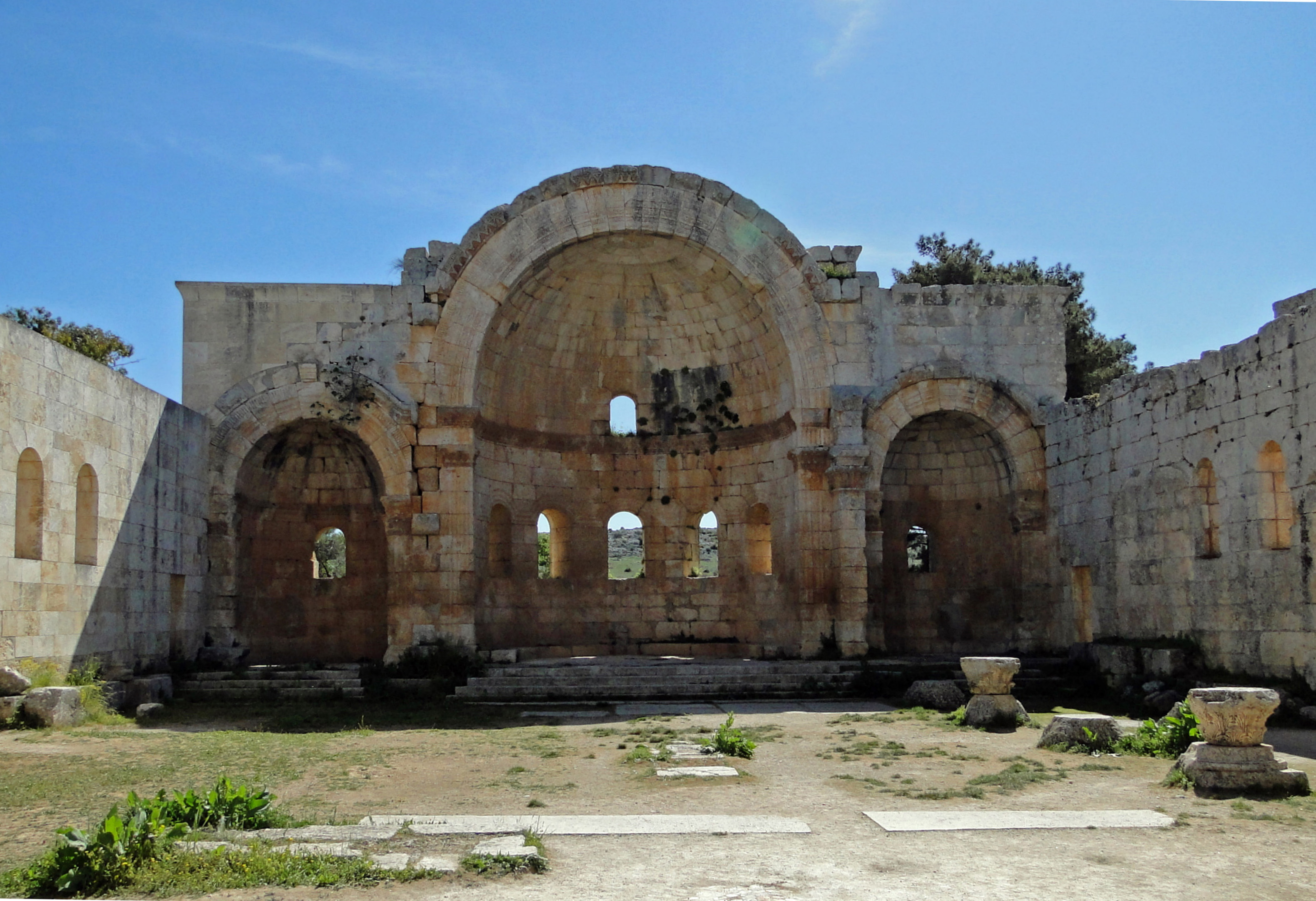
Ábsides de la basílica oriental.

Tras la muerte de Simón, Antioquía y Constantinopla se disputaron sus restos mortales, yendo a parar a la primera ciudad donde fueron recibidos con gran veneración. La propia columna sobre la que hizo penitencia el Santo se convirtió pronto en un importante centro de peregrinación. Hacia el año 475, comenzó a construirse un martyrium, es decir, un edificio conmemorativo dedicado al Santo. La construcción llegó a ser verdaderamente monumental: incluía el martyrium propiamente dicho en torno a la columna de Simón, con forma de octógono, y cuatro naves o basílicas que partían de cuatro de sus lados, además de edificaciones anexas con funciones monacales.
El complejo monumental ha llegado hasta nuestros días en estado de semirruina, ya que fue abandonado hacia el siglo VII, cuando los musulmanes conquistaron Siria. Aun así, lo conservado muestra aún la grandeza y esplendor con que se concibió este centro religioso. Todos los edificios están construidos en piedra con cuidada labra y rico molduraje. 
La parte más destacada es la basílica o martyrium, en cuyo centro quedaba el pilar; cuatro cuerpos con forma basilical, subdivididos a su vez en tres naves escalonadas, partían de este lugar, disponiéndose en forma de cruz griega. Uno de los extremos o naves se remataba con tres ábsides semicirculares, conservados en su mayor parte, cubiertos con bóveda de horno y que se abren con ventanas de medio punto; al exterior, columnas adosadas separan las secciones del muro. La presencia de elementos decorativos (relieves, molduras...), es abundante y de gran calidad tanto en el diseño como en la ejecución; predominan los elementos vegetales y algunos de carácter simbólico, mientras que es notoria la práctica ausencia de figuras humanas o animales. La mayor parte de las columnas son de orden corintio más o menos modificado, con el fuste sin acanaladuras y de proporción corta.

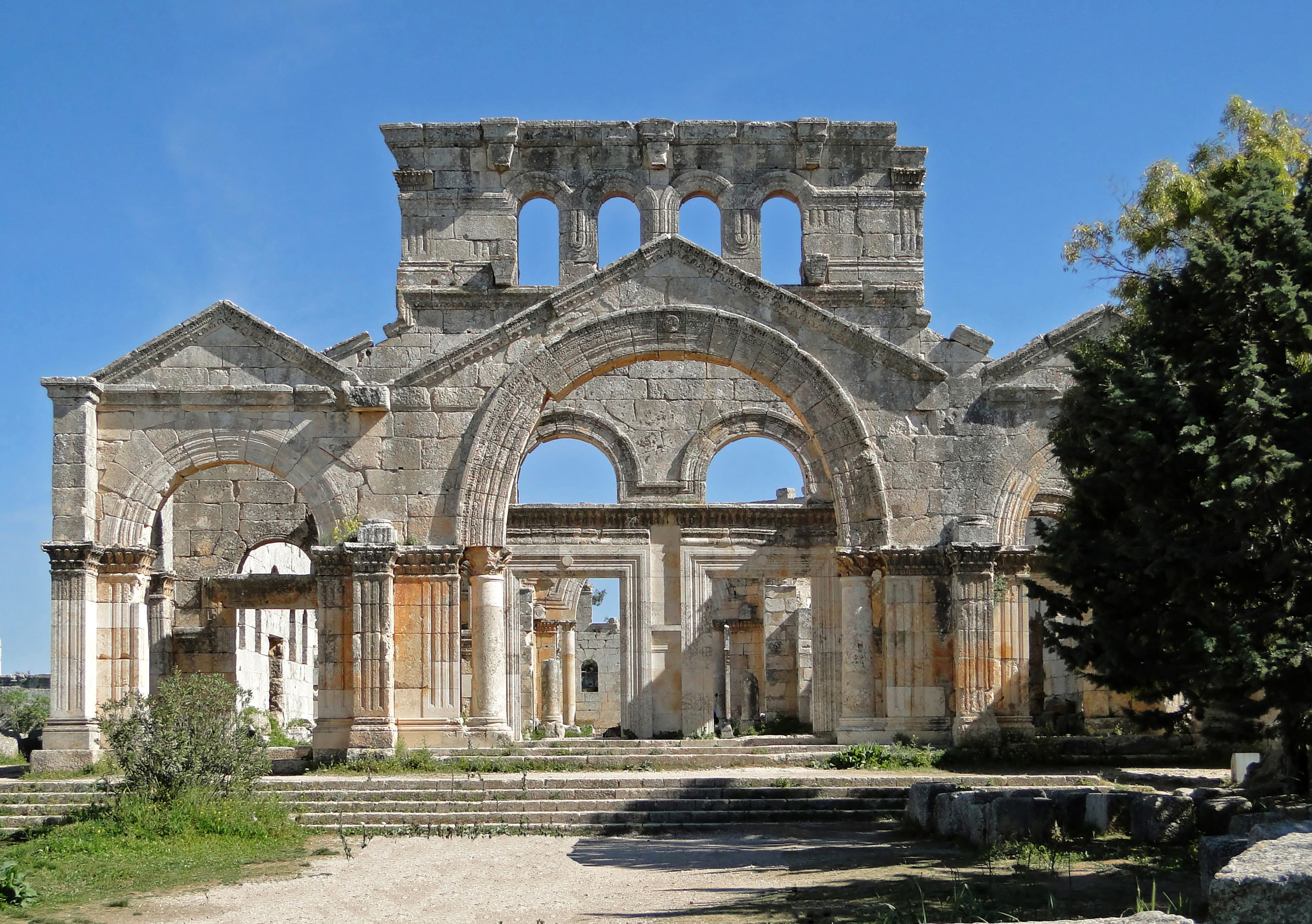
Fachada principal de la iglesia.

No se sabe con certeza qué tipo de techumbre cubría los edificios principales y el octógono central. Este constituye la parte más llamativa y compleja, y fue indudablemente el punto neurálgico del conjunto. En el centro del mismo, se conserva la basa y parte del fuste de la columna del Santo asceta. La rodea una especie de rotonda octogonal conformada por arcos de medio punto moldurados, sostenidos por columnas exentas. Aunque todos presentan idénticas proporciones, cuatro de ellos comunican con las amplias naves o basílicas anexas, mientras que los otros cuatro se abren a una especie de pasillo anular, rematándose con pequeñas exedras o absidiolos. 
Son destacables, por último, las fachadas, de las cuales solamente una se conserva de forma casi íntegra. Esta se dispone a modo de amplio portal, abierto al exterior por una triple arcada de medio punto precedida de una escalinata. El arco central es más amplio, quedando conformado por una archivolta moldurada sostenida por dos columnas; mientras, los arcos laterales, de diseño similar, sustituyen la columna por pilares embebidos, decorados con acanaladuras que se prolongan por el muro. Rematan el conjunto tres frontones triangulares, con el arquitrabe marcado en los dos laterales, y menuda y rica decoración en los resaltes.
Otros edificios, con formas y proporciones diversas, se disponen en torno a este núcleo central. Sus funciones debieron estar unidas a las necesidades de la comunidad cenobítica que habitó el lugar, así como a la acogida a los peregrinos. La mayor parte de ellos repiten los diseños y formas de la iglesia principal, aunque simplificadas; así aparecen ventanales arquitrabados en lugar de presentar forma de medio punto, y las columnas monolíticas se sustituyen por pilares de sección cuadrada o rectangular. Destaca el edificio destinado a baptisterio, rematado por una linterna octogonal. Existe también una zona con tumbas excavadas con forma de arcosolio.
Qal'at Si'man sobresale, no solo por ser un jalón importante en la arquitectura del cristianismo posterior al Edicto de Milán o por sus originales soluciones constructivas, que son en algunos casos claro precedente de la arquitectura posterior, sino también por constituir una síntesis ejemplar de la estética grecorromana y la nueva que en ese momento estaba creando la religión cristiana.

## Galería de imágenes

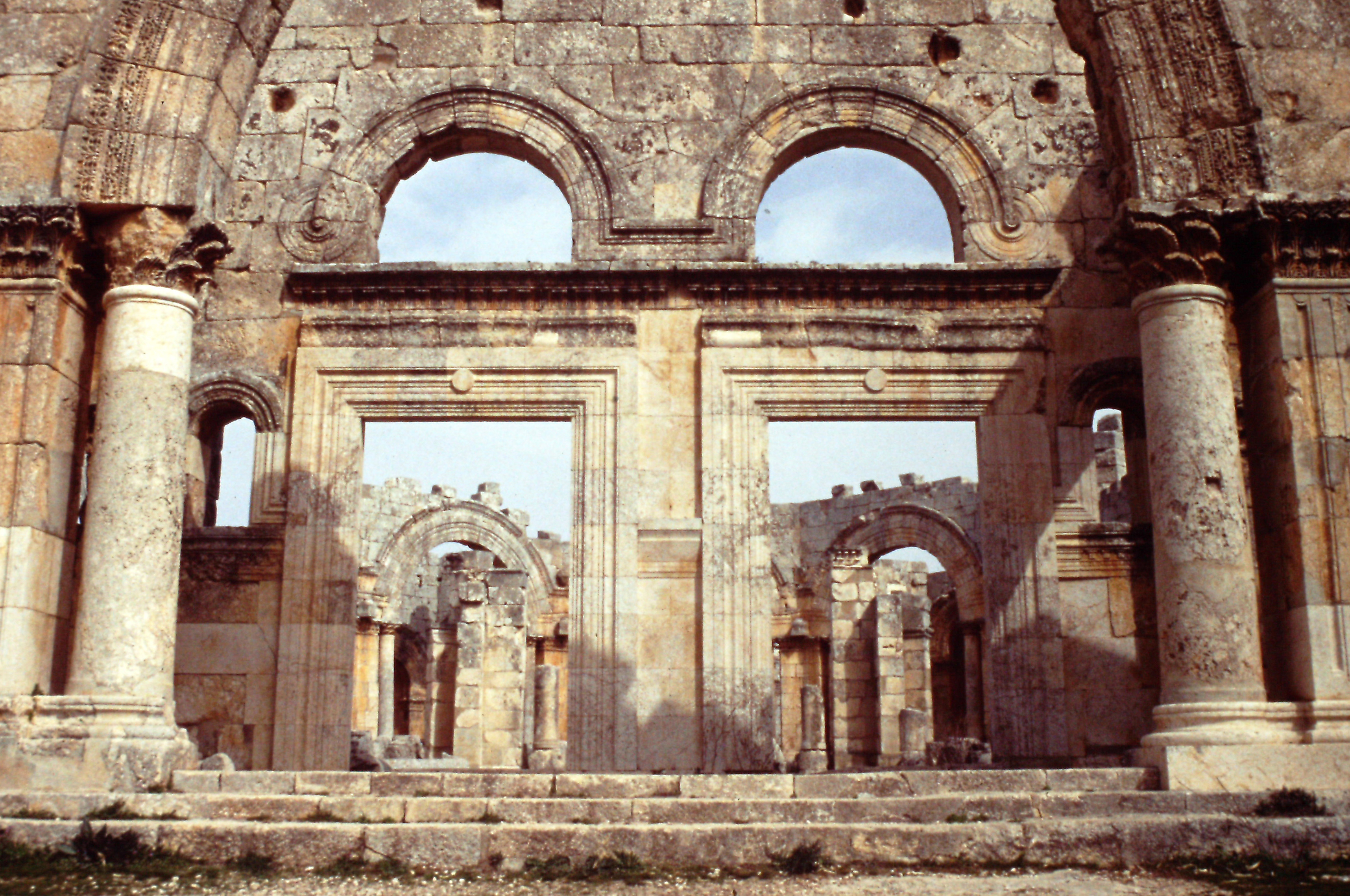
Fachada de la Basílica de San Simeón.
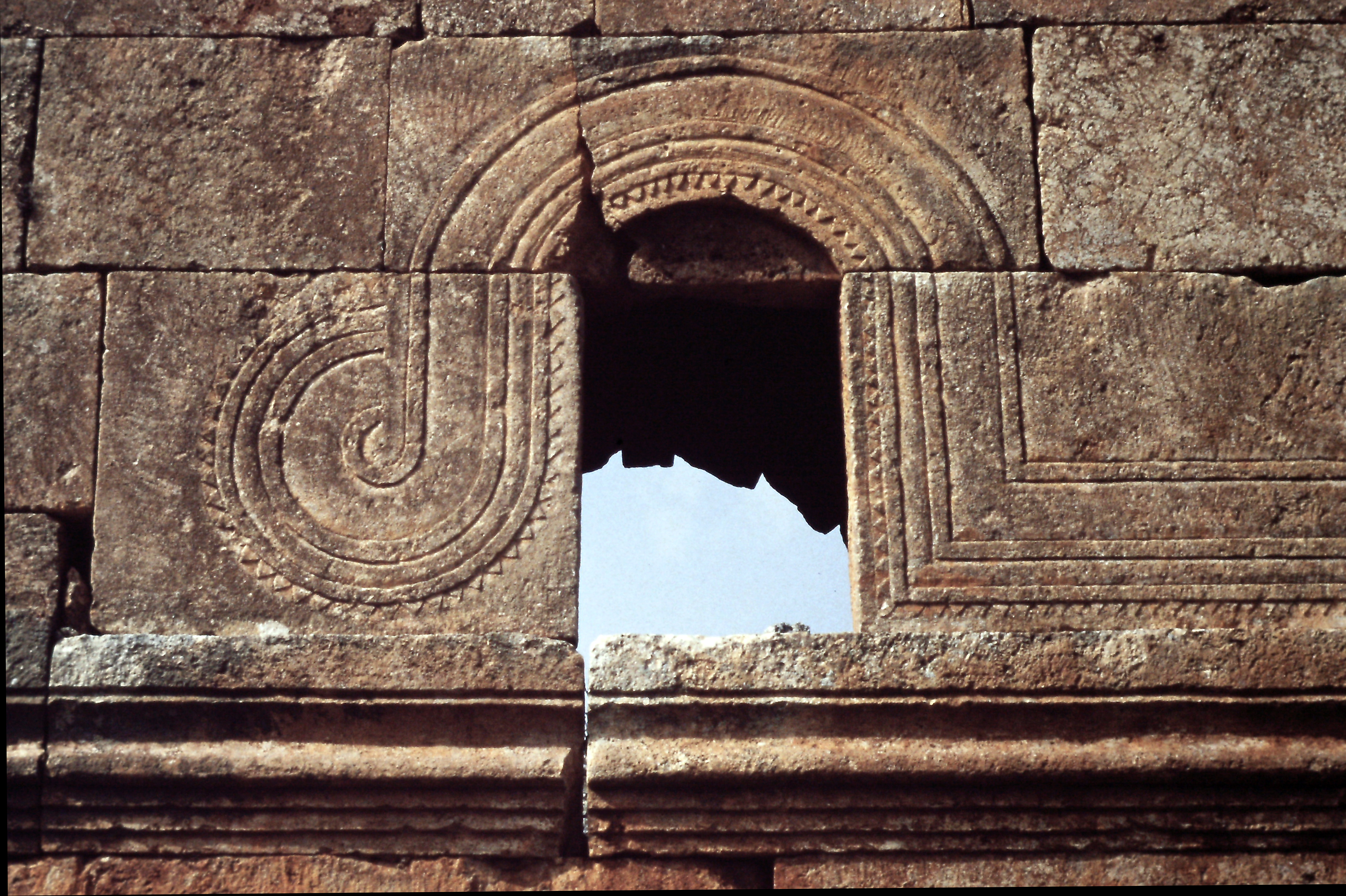
Motivo presente en el muro de la basílica.
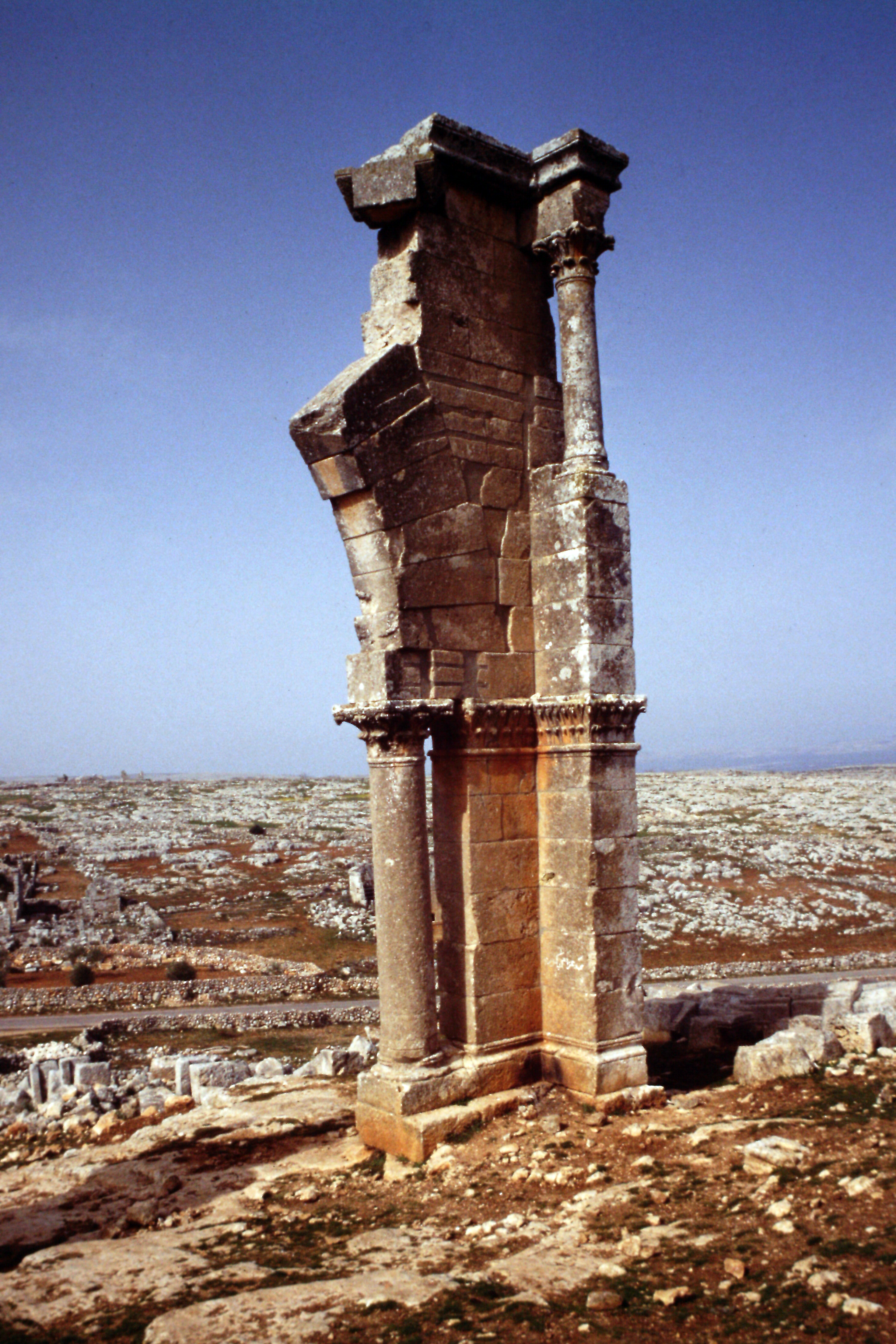
Santuario de San Simeón, restos de portada.
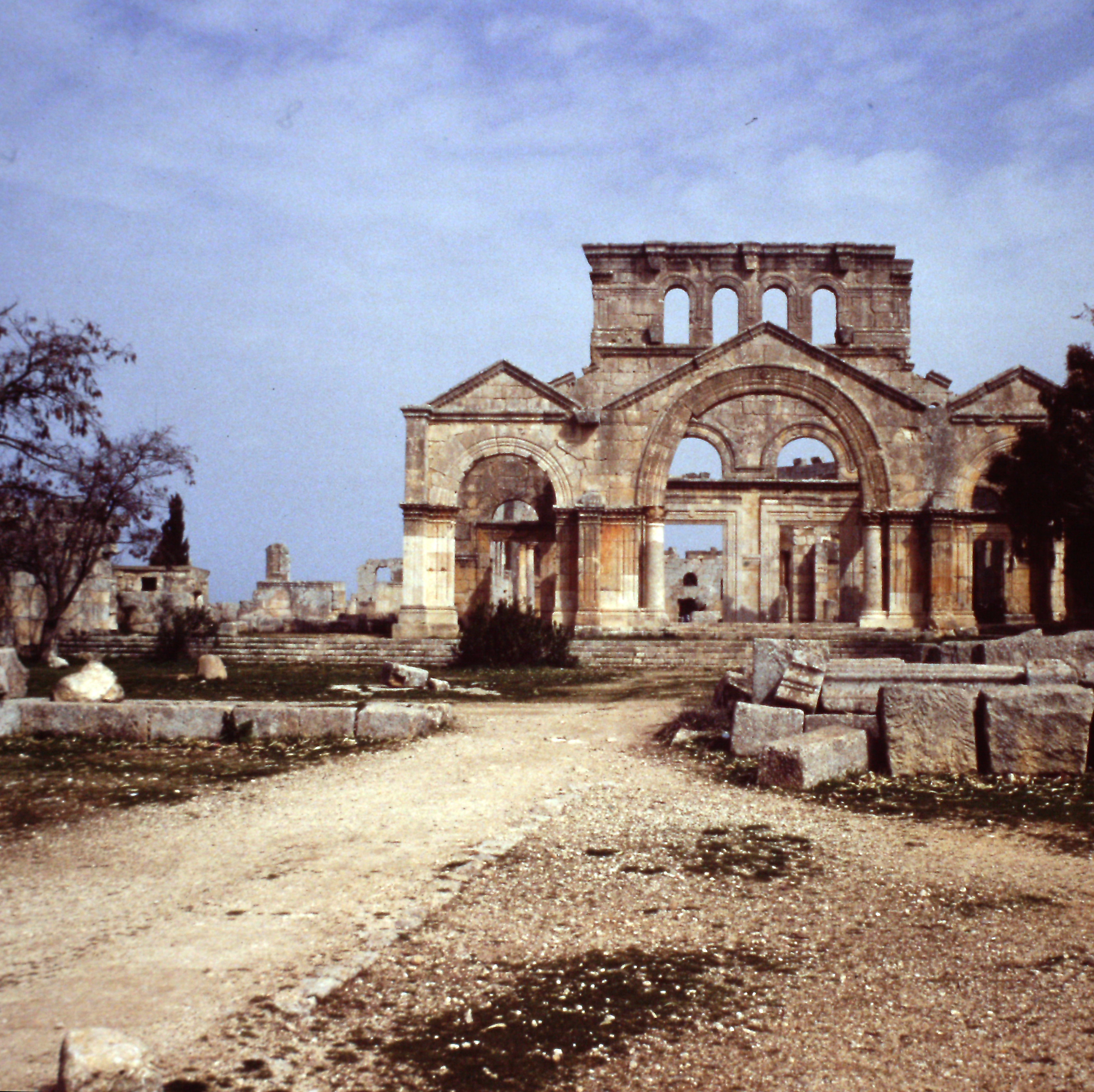
Fachada de la gran basílica.